# Guadalupe Elizalde
Guadalupe Elizalde (* 1957 in Mexiko) ist eine mexikanische Verfasserin von Lyrik und Prosa, Essayistin und Journalistin. Sie verfasste u. a. die offizielle Biografie des legendären mexikanischen Film-Komikers Cantinflas. 

## Werke (Auswahl)
- Astillas del tiempo (1995)
- Antología y bestiario (2004)
- Asesino en casa (2005)

## Auszeichnungen
- Mexikanischer Staatspreis Sor Juana Inés de la Cruz (1991) und 1988 den
- Mexikanischer Staatspreis für Journalismus (1988)